# Morten Bjerre
Morten Bjerre (* 22. Mai 1972 in Kopenhagen) ist ein ehemaliger dänischer Handballspieler, der für den dänischen Erstligisten Viborg HK im rechten Rückraum spielte und als Co-Trainer tätig war.

## Karriere
Morten Bjerre begann bei Hvidovre mit dem Handballspielen. Über die Zwischenstation Ajax København gelangte der Linkshänder 1996 zum deutschen Bundesligisten SG VfL/BHW Hameln. Nach nur einer Spielzeit wechselte er zur SG Flensburg-Handewitt. Nach zwei Vizemeisterschaften und dem Gewinn des Euro-City-Cups 1999 wechselte er im Jahr 2000 zum THW Kiel, mit dem er 2002 die deutsche Meisterschaft und den EHF-Pokal gewann.
Nachdem er in der Saison 2003/04 für den HSV Hamburg gespielt hatte, wechselte er zu Viborg HK. Mit Viborg wurde er 2007 dänischer Vizemeister. Ab 2009 war er bei Viborg auch als Co-Trainer tätig. Im Mai 2011 beendete er seine aktive Laufbahn und verließ Viborg. Anschließend wurde Bjerre Co-Trainer bei Skjern Håndbold. Ab dem Sommer 2012 war er Co-Trainer bei Aalborg Håndbold, mit dem er 2013 die dänische Meisterschaft gewann. Am Saisonende 2013/14 beendete er seine Tätigkeit bei Aalborg Håndbold. Ab 2014 trainierte er eine Jugendmannschaft beim Slagelse Håndboldklub. Zusätzlich lief er nochmals selber in der Saison 2014/15 für den Slagelse Håndboldklub auf.
Morten Bjerre hat 185 Länderspiele für die dänische Männer-Handballnationalmannschaft bestritten, in denen er 432 Treffer erzielte. Mit Dänemark wurde er Dritter bei der Handball-Europameisterschaft 2004.

## Sonstiges
Seine Tochter Cecilie Bjerre spielt ebenfalls Handball.